# رئیس اجرایی هنگ کنگ
رئیس اجرایی هنگ کنگ (انگلیسی: Chief Executive of Hong Kong)وی مدیر اجرایی منطقه اداری ویژه هنگ کنگ جمهوری خلق چین نماینده منطقه اداری ویژه هنگ کنگ و رئیس دولت هنگ کنگ است این سمت برای جایگزینی دفتر فرماندار هنگ کنگ ، به عنوان نماینده پادشاه انگلستان در دوران بریتانیا ایجاد شداین عنوان ، که توسط قانون اساسی هنگ کنگ تصریح شده است ، به طور رسمی در ۱ ژوئیه ۱۹۹۷ هنگامی که حاکمیت هنگ کنگ از انگلستان به جمهوری خلق چین منتقل شد ، به وجود آمد.وظایف رئیس اجرایی شامل معرفی مقامات اصلی برای انتصاب توسط دولت مرکزی، تعیین روابط خارجی انتصاب قضات و مقامات عمومی ارائه لوایح به شورای قانونگذاری ، تصویب قوانین فرعی و انحلال شورای قانونگذاری است شورای اجرایی متشکل از اعضای رسمی و غیر رسمی ، از جمله دبیر ارشد اداری ، ارشدترین مقام و رئیس دبیرخانه دولت ، مسئول نظارت بر اداره دولت است.محل اقامت رسمی مدیر اجرایی خانه دولتی در مرکز ، جزیره هنگ کنگ است مدیر اجرایی فعلی کری لام است که در ۲۶ مارس ۲۰۱۷ انتخاب شد او اولین زنی است که به عنوان مدیر اجرایی خدمت می کند